# Schronisko z Cegłami w Powroźnikowej
Schronisko z Cegłami w Powroźnikowej – jaskinia typu schronisko w miejscowości Racławice w województwie małopolskim, w powiecie krakowskim, w gminie Jerzmanowice-Przeginia. Znajduje się w północnej, górnej części Skały Powroźnikowej w Dolinie Racławki na Wyżynie Olkuskiej.

## Opis obiektu
Prostokątny otwór schroniska znajduje się na wysokości 3 m nad skalną półką. Za nim jest bardzo ciasny korytarzyk zasypany skalnym gruzem. Schronisko powstało wskutek grawitacyjnego rozpadu skały, ale są w nim widoczne również ślady przepływu wody; ospa krasowa i niewielkie kotły wirowe. Są także niewielkie nacieki grzybkowe. W otworze dno jest pokryte rumoszem skalnym i cienką warstwą próchnicy, głębiej jest skaliste. Schronisko jest suche, silnie przewiewne i w całości widne. Przy otworze na jego ścianach rozwijają się glony.
Schronisko znane było od dawna, ale nie było opisywane. Po raz pierwszy jego plan i opis sporządził A. Polonius w 2014 r. Na dnie schroniska były poskładane cegły szamotowe i stąd pochodzi jego nazwa.
W Skale Powroźnikowej znajdują się jeszcze dwa inne schroniska: Schronisko z Wersalką w Powroźnikowej i Schronisko Małej Skały Powroźnikowej.

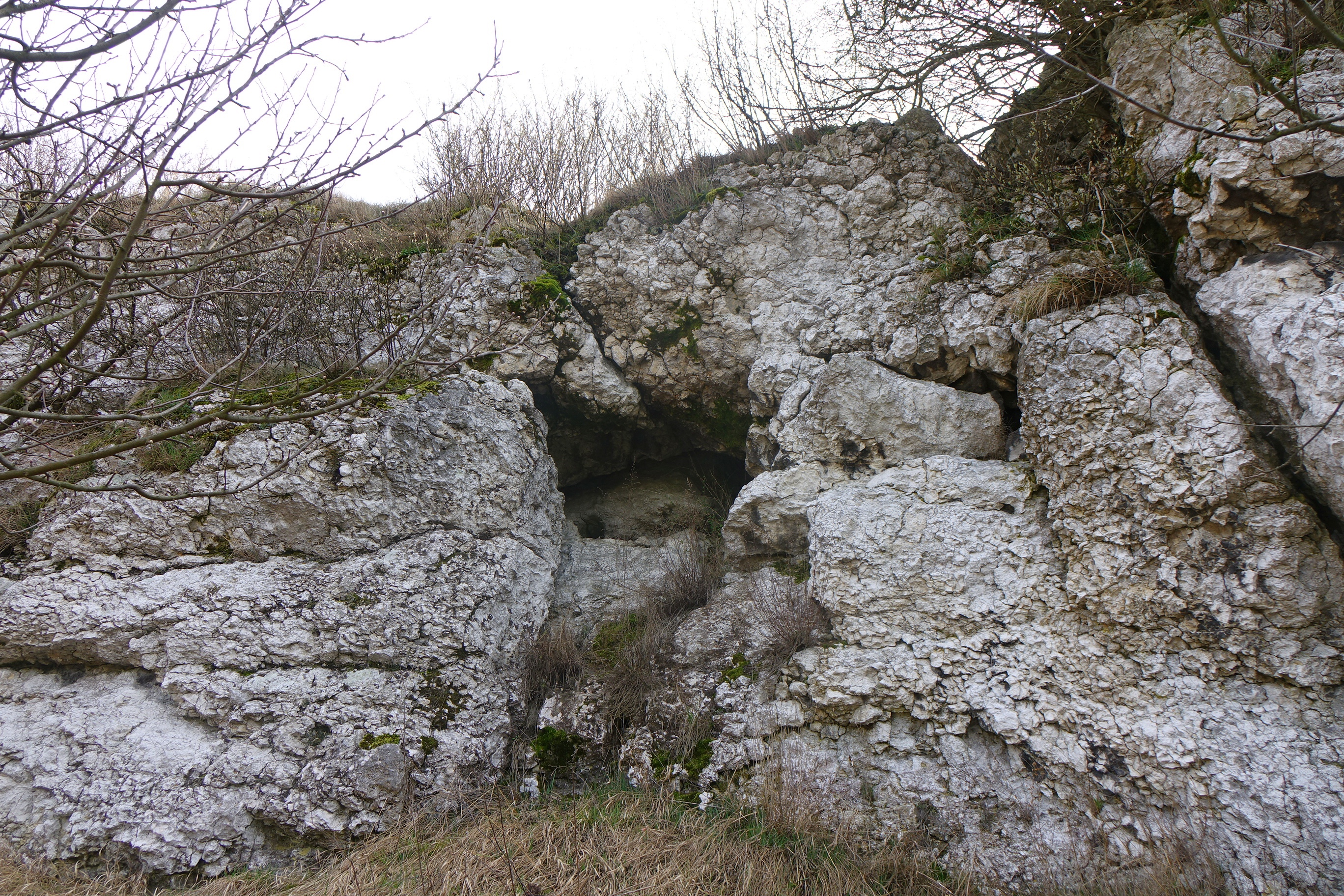
Otwór schroniska